# Elli Terwiel
Elli Terwiel (* 16. April 1989 in New Westminster) ist eine ehemalige kanadische Skirennläuferin. Ihre stärkste Disziplin war der Slalom.

## Biografie
Terwiel bestritt ihre ersten FIS-Rennen im November 2004 und ging ein Jahr später erstmals im Nor-Am Cup an den Start. Die erste Top-10-Platzierung in dieser Rennserie gelang ihr am 5. Februar 2007 mit Platz acht in der Super-Kombination von Apex. Zu diesem Zeitpunkt hatte sie bereits drei FIS-Rennen gewonnen. Einen Monat später nahm sie an den Juniorenweltmeisterschaften 2007 in Zauchensee und Flachau teil, wo ein 32. Platz im Super-G ihr bestes Resultat war. Am 10. Oktober 2008 erlitt sie bei einem Trainingssturz am Pitztaler Gletscher in Tirol einen Kreuzbandriss und weitere Verletzungen im Knie, weshalb sie im gesamten Winter an keinen Wettkämpfen teilnehmen konnte.
Ihr erstes Rennen nach der einjährigen Verletzungspause bestritt Terwiel am 30. November 2009. Während sie zuvor auch regelmäßig im Super-G und in der Super-Kombination, seltener auch in der Abfahrt antrat, startete sie seit der Verletzung nur noch im Slalom und im Riesenslalom. Schon zwei Wochen nach ihrem Comeback feierte sie im Slalom von Panorama am 14. Dezember 2009 ihren ersten Sieg im Nor-Am Cup. Mit zwei weiteren Top-5-Ergebnissen erreichte sie in der Saison 2009/2010 den vierten Platz in der Slalomwertung. Fast genau ein Jahr nach ihrem ersten Nor-Am-Sieg gewann sie am 15. Dezember 2010 erneut den Slalom in Panorama. Mit drei weiteren Podestplätzen erreichte sie in der Saison 2010/2011 den dritten Platz im Slalomklassement. Im selben Winter nahm sie auch erstmals an zwei Weltcuprennen teil, konnte sich aber in keinem dieser Slaloms für den zweiten Durchgang qualifizieren.
Ab Herbst 2011 studierte Terwiel Bauingenieurwesen an der University of Vermont in Burlington, USA. Am 18. Dezember 2011 gewann sie mit Platz 23 im Slalom von Courchevel ihre ersten Weltcuppunkte, die einzigen in der Saison 2011/2012. Im Nor-Am Cup entschied sie in diesem Winter mit zwei Podestplätzen und weiteren fünf Top-10-Platzierungen die Slalomwertung für sich. Mit Beginn der Saison 2012/2013 wurde Terwiel in den kanadischen Nationalkader aufgenommen. Ihr bestes Weltcupergebnis erzielte sie mit dem elften Platz im Slalom von Levi am 16. November 2013. Sie qualifizierte sich für die Olympischen Winterspiele 2014 in Sotschi, wo sie jedoch im ersten Slalomdurchgang ausschied. In der Saison 2014/15 fuhr sie ausschließlich Nor-Am- und FIS-Rennen und trat Ende März 2015 zurück.
Terwiel schloss ihr Bauingenieurstudium ab und erwarb an der Queens University in Kingston zusätzlich einen Master in Managementinnovation und Unternehmensführung. Sie zog nach Kalifornien, wo sie seither beruflich tätig ist (mit Spezialisierung auf nachhaltige Bausysteme).

## Erfolge

### Weltmeisterschaften
- Schladming 2013: 28. Slalom

### Weltcup
- 3 Platzierungen unter den besten 20

### Weltcupwertungen
| Saison  | Gesamt | Gesamt | Slalom | Slalom |
| Saison  | Platz  | Punkte | Platz  | Punkte |
| ------- | ------ | ------ | ------ | ------ |
| 2011/12 | 92.    | 24     | 37.    | 24     |
| 2012/13 | 81.    | 36     | 36.    | 36     |
| 2013/14 | 107.   | 8      | 51.    | 8      |

### Nor-Am Cup
- Saison 2006/07: 8. Kombinationswertung
- Saison 2009/10: 4. Slalomwertung
- Saison 2010/11: 3. Slalomwertung, 8. Riesenslalomwertung
- Saison 2011/12: 9. Gesamtwertung, 1. Slalomwertung
- Saison 2012/13: 3. Slalomwertung

- 9 Podestplätze, davon 3 Siege:

| Datum             | Ort        | Land   | Disziplin |
| ----------------- | ---------- | ------ | --------- |
| 14. Dezember 2009 | Panorama   | Kanada | Slalom    |
| 15. Dezember 2010 | Panorama   | Kanada | Slalom    |
| 14. März 2013     | Sugar Bowl | USA    | Slalom    |

### Juniorenweltmeisterschaften
- Zauchensee/Flachau 2007: 32. Super-G, 41. Abfahrt, 52. Riesenslalom

### Weitere Erfolge
- 14 Siege in FIS-Rennen